# Urmonotheismus
L’Urmonotheismus, o monoteismo primordiale, è l'ipotesi antropologica che sostiene l’esistenza di un religione primordiale monoteista (Urreligion), da cui sarebbero degenerate le religioni non monoteiste. La tesi del monoteismo primordiale è diametralmente opposta alla visione evolutiva della religione, l’ipotesi secondo la quale la religione si sarebbe evoluta da forme più semplici a forme più complesse, passando attraverso gli stadi del preanimismo, dell'animismo, del totemismo, del politeismo per approdare, infine, al monoteismo.

## Storia della teoria
Il primo sostenitore della teoria fu l'antropologo scozzese Andrew Lang (The Making of Religion, 1898), che segnalò l’esistenza, presso varie popolazioni primitive, della fede in un essere supremo (All Father), e di un'elevata religiosità primordiale, fatti inspiegabili in una prospettiva evoluzionistica.
La tesi fu sostenuta dall’antropologo austriaco Wilhelm Schmidt (1868-1954), nel suo Der Ursprung der Gottesidee, pubblicato nel 1912, con cui si opponeva all’approccio evoluzionista, che ricostruiva la nascita del monoteismo come un processo graduale che avrebbe interessato le religioni del Vicino Oriente tra l'età del bronzo e l’età del ferro.
Presunte tracce di monoteismo primitivo furono individuate da Schmidt nelle divinità assire Ashur e Marduk, e nell'ebraico YHWH. Il monoteismo nella visione di Schmidt è la forma naturale del teismo, che solo in un secondo momento decadde a politeismo.
L'ipotesi di Schmidt fu discussa durante gran parte della prima metà del XX secolo. Nel 1930, Schmidt fornì prove tratte dalla mitologia dei nativi americani, degli aborigeni australiani e di altre civiltà primitive a sostegno del suo punto di vista.
Dagli anni 1950, l'ipotesi del monoteismo primitivo è stata respinta dall’establishment accademico, per cui i sostenitori della "scuola di Vienna" di Schmidt la riformularono sostenendo che le culture antiche non avrebbero conosciuto un "vero monoteismo", ma solo una forma di "teismo originale" (Ur-Theismus, contrapposto all’animismo non teistico). Esse avrebbero avuto un concetto di Hochgott ("Dio Supremo", al contrario di Eingott, "Dio unico"). Negli 1960 Edward Evan Evans-Pritchard notò, nel suo saggio Theories of Primitive Religion (1962), che la maggior parte degli antropologi aveva abbandonato sia gli schemi evolutivi che le teorie di Schmidt, avendo riscontrato la presenza, nelle società primitive di credenze monoteistiche esistenti fianco a fianco con altre credenze religiose.